# حفل توزيع جوائز الأوسكار التاسع والسبعين
مهرجان توزيع جوائز الأوسكار هو الحفل التاسع والسبعون في تاريخ جوائز الأوسكار. والذي أقيم في الخامس والعشرين من شهر فبراير 2007. في مسرح كوداك في كاليفورنيا الولايات المتحدة الأمريكية. وسوف تقدم الحفل الممثلة ألين ديجنيراس لأول مرة، وسوف تكون هذه هي المرة الثانية والثلاثين التي تبث فيها وكالة إي بي سي فعاليات المهرجان في الولايات المتحدة وذلك تحت عقد ساري حتى عام 2014.وستتكفل المنتجة لورا زيسكين بمصاريف البث التلفزيوني.
وقد سبق وتم الإعلان عن المرشحين لجوائز الأوسكار من قبل في 23 يناير 2007 في الساعة 13:38 بتوقيت جرينيتش وأعلنت الممثلة سلمى حايك ورئيس الأكاديمية سيد غانيس الترشيحات في مسرح صأمويل جولدوين بمقر أكاديمية الفنون والعلوم السينمائية في مدينة بيفرلي هيلز بلوس أنجلوس، حاز فيلم «دريم غيرلز» على معظم الترشيحات (ثمانية) لكنه أصبح الفيلم الأول على الإطلاق الذي يفوز بمعظم الترشيحات دون أن يكون من المرشحين لجائزة أفضل صورة، وجاء فيلم «بابل» في المرتبة الثانية من حيث الترشيحات بفارق ترشيح واحد عن «دريم غيرلز».

## مقدمة الحفل
قدمت الحفل الممثلة الكوميدية ألين ديجنيراس لأول مرة. وارتدت الممثلة بدلة شبه أنيقة. وقامت بإلقاء بعض النكت السخيفة التي كانت تقصد بعض الفئات العرقية، وهذا أدى إلى عبوس الكثير من وجوه بعض الحاضرين. وقد قامت بإحراج الممثل مارك والبيرغ عندما كان يتحدث معها فقامت بإسكاته وهي تقول شكرا لك، شكرا مارك. ولم تسمح له بإكمال جملته التي لم تتعد الكلمتين. وقامت أيضا بإحراج الممثلة بينيلوبي كروز بسبب ردائها الطويل الذي يزحف بالأرض فقامت بإحضار مكنسة وهي تقول أبعدوا فساتينكم عن الأرض مما أدى إلى ضحك الجمهور عليها، وارتكبت خطأ عندما قالت بأن بينيلوبي من المكسيك ورجعت بعد الإعلان وتأسفت لبينيلوبي وللجمهور وقالت بأنها من إسبانيا. ومع هذا كله كان تفاعل الجمهور معها غريبا بعض الشيء بالرغم من جنونها وتعليقاتها المضحكة إذ اكتفى البعض بالسكوت وعدم الضحك. وقد أشارت ألين ديجنيراس إلى أن فيلم تحذيرات بشأن الفضيحة كان من الأفلام التي أعجبتها وذلك بنظر النقاد بأن هناك عوامل مشتركة بين الممثلة وشخصية الفيلم.

## الترشيحات

### جائزة أفضل فيلم
- بابل
- المغادرون (الفائز)
- رسائل من إيوو جيما
- الآنسة الصغيرة المشرقة
- الملكة

### جائزة أفضل مخرج
- كلينت إيستوود عن فيلم رسائل من إيوو جيما
- ستيفن فريرز عن فيلم الملكة
- أليخانرو غونزاليس عن فيلم بابل
- بول غرينغراس عن فيلم يونايتد 93
- مارتن سكورسيزي عن فيلم المغادرون (الفائز)

### جائزة أفضل ممثل رئيسي
- فورست ويتيكر عن دوره في فيلم آخر ملوك اسكتلندا (الفائز)
- ليوناردو دي كابريو عن دوه في فيلم ماسة الدماء
- ويل سميث عن دوره في فيلم السعي للسعادة
- بيتر أوتول عن دوره في فيلم فينوس
- رايان غوسلنغ عن دوره في فيلم نصف نيلسون

### جائزة أفضل ممثلة رئيسية
- هيلين ميرين عن دورها في فيلم الملكة (الفائزة)
- ميريل ستريب عن دورها في فيلم الشيطان يرتدي برادا (فيلم)
- بينيلوبي كروز عن دورها في فيلم العودة
- جودي دينش عن دورها في فيلم تحذيرات بشأن الفضيحة
- كيت وينسلت عن دورها في فيلم أطفال صغار

### جائزة أفضل ممثل ثانوي
- إيدي ميرفي عن دوره في فيلم فتيات الحلم
- مارك والبيرغ عن دوره في فيلم المغادرون
- آلان أركن عن دوره في فيلم آنسة الشروق الصغيرة (الفائز)
- ديجمون هونسو عن دوره في فيلم ماسة الدماء
- جاك إيرل هيلي عن دوره في فيلم الأطفال الصغار (فيلم)

### جائزة أفضل ممثلة ثانوية
- عن دورها في فيلم فتيات الحلم (الفائزة)
- أدريانا بارازا عن دورها في فيلم بابل
- رينكو كيكو شي عن دورها في فيلم بابل
- كيت بلانشيت عن دورها في فيلم تحذيرات بشأن الفضيحة
- أبيجيل برسلين عن دورها في فيلم آنسة الإشراق الصغيرة

### جائزة أفضل فيلم رسوم متحركة
- سيارات
- الأقدام المرحة (الفائز)
- المنزل الوحش

## بعض ردود الأفعال
- مارتن سكورسيزي : عندما صعد المسرح وتسلم الجائزة قال إنني متأثر جدا ولقد تمنى لي الكثير من الناس هذا الفوز طوال هذه السنوات. وأنا أسير في الشوارع الناس يقولون لي (يجب أن تفوز هذه السنة). وتوجه بالشكر إلى أصدقائه وإلى طاقم عمل فيلم المغادرون وإلى عائلته.
- هيلين ميرين : بعد أن تسلمت الجائزة وجهت تحية إلى ملكة بريطانيا إليزابيث الثانية التي جسدت هيلين ميرين دورها بفيلم (الملكة) وقالت أنها حافظت منذ نصف قرن على كرامتها وحسها بالواجب وتصفيفة شعرها. وقالت لولا الملكة لما كنت هنا الآن.
- جينيفر هودسون : بعد أن تسلمت الجائزة قامت بإلقاء كلمة تأثر بها الحضور. وقد تأثرت زميلتها بيونسيه كثيرا وبكت لحظة تسلم جينيفر هودسون الجائزة.

## وصلات خارجية
- حفل توزيع جوائز الأوسكار التاسع والسبعين على موقع IMDb (الإنجليزية)
- حفل توزيع جوائز الأوسكار التاسع والسبعين على موقع ميوزك برينز (الإنجليزية)
- الموقع الرسمي لجوائز الأوسكار.